# Венгрия на летних Олимпийских играх 1952
На Летних Олимпийских играх 1952 года Венгрию представляло 189 спортсменов, выступивших в 15 видах спорта. Они завоевали 16 золотых, 10 серебряных и 16 бронзовых медалей, что вывело венгерскую сборную на 3-е место в неофициальном командном зачёте.

## Медалисты
| Медаль  | Спортсмен | Вид спорта                  | Дисциплина                                |
| ------- | --- | --------------------------- | ----------------------------------------- |
| Золото  | Йожеф Чермак | Лёгкая атлетика             | Мужчины, метание молота                   |
| Золото  | Ласло Папп | Бокс                        | Мужчины, до 71 кг                         |
| Золото  | Пал Ковач | Фехтование                  | Мужчины, сабля, личное первенство         |
| Золото  | Аладар Геревич Тибор Берцей Рудольф Карпати Пал Ковач Берталан Папп Ласло Райчаньи | Фехтование                  | Мужчины, сабля, командное первенство      |
| Золото  | Дьюла Грошич Енё Бузански Дьюла Лорант Михай Лантош Йожеф Божик Йожеф Закариаш Нандор Хидегкути Шандор Кошич Петер Палоташ Ференц Пушкаш Золтан Цибор                                   | Футбол                      | Мужчины                                   |
| Золото  | Агнеш Келети | Спортивная гимнастика       | Женщины, вольные упражнения               |
| Золото  | Маргит Коронди | Спортивная гимнастика       | Женщины, брусья                           |
| Золото  | Габор Бенедек Аладар Ковачи Иштван Сонди | Современное пятиборье       | Мужчины, командное первенство             |
| Золото  | Карой Такач | Стрельба                    | Мужчины, автоматический пистолет, 25 м    |
| Золото  | Каталин Сёке | Плавание                    | Женщины, 100 м вольным стилем             |
| Золото  | Эва Секей | Плавание                    | Женщины, 200 м брассом                    |
| Золото  | Валерия Дьенге | Плавание                    | Женщины, 400 м вольным стилем             |
| Золото  | Илона Новак Юдит Темеш Эва Новак Каталин Сёке | Плавание                    | Женщины, эстафета 4×100 м вольным стилем  |
| Золото  | Дежё Фабиан Дежё Дьярмати Ласло Йенеи Дежё Лемхеньи Карой Ситтья Иштван Сивош Дьёрдь Визвари Кальман Марковитц Анталь Больвари Дьёрдь Карпати Роберт Анталь Иштван Хаснош Миклош Мартин | Водное поло                 | Мужчины                                   |
| Золото  | Имре Ходош | Борьба                      | Мужчины, греко-римская борьба, до 57 кг   |
| Золото  | Миклош Сильваши | Борьба                      | Мужчины, греко-римская борьба, до 73 кг   |
| Серебро | Маргит Коронди Агнеш Келети Эдит Векингер Ольга Ташш Эржебет Кётелеш Мария Кёви Андреа Бодо Ирен Карчич                                                                                 | Спортивная гимнастика       | Женщины, командное первенство             |
| Серебро | Габор Новак | Гребля на байдарках и каноэ | Мужчины, каноэ-одиночки, 10.000 м         |
| Серебро | Янош Парти | Гребля на байдарках и каноэ | Мужчины, каноэ-одиночки, 1.000 м          |
| Серебро | Илона Элек | Фехтование                  | Женщины, рапира, личное первенство        |
| Серебро | Аладар Геревич | Фехтование                  | Мужчины, сабля, личное первенство         |
| Серебро | Габор Бенедек | Современное пятиборье       | Мужчины, личное первенство                |
| Серебро | Силард Кун | Стрельба                    | Мужчины, автоматический пистолет, 25 м    |
| Серебро | Эва Новак | Плавание                    | Женщины, 200 м брассом                    |
| Серебро | Эва Новак | Плавание                    | Женщины, 400 м вольным стилем             |
| Серебро | Имре Пойяк | Борьба                      | Мужчины, греко-римская борьба, до 62 кг   |
| Бронза  | Ласло Заранди Геза Варашди Дьёрдь Чаньи Бела Гольдованьи | Лёгкая атлетика             | Мужчины, эстафета 4×100 м                 |
| Бронза  | Анталь Рока | Лёгкая атлетика             | Мужчины, спортивная ходьба, 50 км         |
| Бронза  | Эдён Фёльдешши | Лёгкая атлетика             | Мужчины, прыжки в длину                   |
| Бронза  | Имре Немет | Лёгкая атлетика             | Мужчины, метание молота                   |
| Бронза  | Йожеф Гуровитц Ференц Варга | Гребля на байдарках и каноэ | Мужчины, байдарки-двойки, 10.000 м        |
| Бронза  | Тибор Берцей Аладар Геревич Лайош Маслаи Эндре Палоц Йожеф Шакович Эндре Тилли | Фехтование                  | Мужчины, рапира, командное первенство     |
| Бронза  | Тибор Берцей | Фехтование                  | Мужчины, сабля, личное первенство         |
| Бронза  | Маргит Коронди | Спортивная гимнастика       | Женщины, бревно                           |
| Бронза  | Маргит Коронди | Спортивная гимнастика       | Женщины, вольные упражнения               |
| Бронза  | Маргит Коронди | Спортивная гимнастика       | Женщины, личное первенство                |
| Бронза  | Агнеш Келети | Спортивная гимнастика       | Женщины, брусья                           |
| Бронза  | Агнеш Келети Андреа Бодо Ирен Карчич Эржебет Кётелеш Маргит Коронди Эдит Векингер Ольга Ташш Мария Кёви                                                                                 | Спортивная гимнастика       | Женщины, групповые упражнения с предметом |
| Бронза  | Иштван Сонди | Современное пятиборье       | Мужчины, личное первенство                |
| Бронза  | Амбруш Балог | Стрельба                    | Мужчины, пистолет 50 м                    |
| Бронза  | Юдит Темеш | Плавание                    | Женщины, 100 м вольным стилем             |
| Бронза  | Дьёрдь Гурич | Борьба                      | Мужчины, вольная борьба, до 79 кг         |